# Theo de Jong
Theodorus Jacob «Theo» de Jong (Leeuwarden, Países Bajos, 11 de agosto de 1947) es un exjugador y exentrenador de fútbol neerlandés. En su etapa como jugador profesional se desempeñaba como centrocampista.
Su hijo Dave también fue futbolista.

## Selección nacional
Fue internacional con la selección neerlandesa en 15 ocasiones y convirtió 3 goles. Formó parte de la selección subcampeona de la Copa del Mundo de 1974. 

### Participaciones en Copas del Mundo
| Mundial                        | Sede             | Resultado  | Partidos | Goles |
| ------------------------------ | ---------------- | ---------- | -------- | ----- |
| Copa Mundial de Fútbol de 1974 | Alemania Federal | Subcampeón | 4        | 1     |

## Equipos

### Como jugador
| Equipo       | País         | Año       |
| ------------ | ------------ | --------- |
| Blauw-Wit    | Países Bajos | 1966-1970 |
| NEC Nijmegen | Países Bajos | 1971-1972 |
| Feyenoord    | Países Bajos | 1972-1977 |
| Roda JC      | Países Bajos | 1977-1981 |
| Seiko SA     | Hong Kong    | 1981-1983 |
| FC Den Bosch | Países Bajos | 1983-1984 |

### Como entrenador
| Equipo                         | País         | Año       |
| ------------------------------ | ------------ | --------- |
| FC Den Bosch                   | Países Bajos | 1986-1989 |
| FC Zwolle                      | Países Bajos | 1989-1992 |
| SC Cambuur                     | Países Bajos | 1992-1993 |
| Willem II                      | Países Bajos | 1995-1996 |
| Go Ahead Eagles                | Países Bajos | 2001-2002 |
| Selección nacional (asistente) | China        | 2002-2004 |
| Persépolis FC (asistente)      | Irán         | 2006      |
| Selección nacional (asistente) | Camerún      | 2006-2007 |
| Esteghlal FC (asistente)       | Irán         | 2007      |
| Steel Azin FC                  | Irán         | 2007      |
| Willem II                      | Países Bajos | 2010      |
| Ikorodu United FC              | Nigeria      | 2016      |

## Palmarés

### Campeonatos nacionales
| Título           | Equipo    | País         | Año  |
| ---------------- | --------- | ------------ | ---- |
| Eredivisie       | Feyenoord | Países Bajos | 1974 |
| Primera División | Seiko SA  | Hong Kong    | 1982 |
| Primera División | Seiko SA  | Hong Kong    | 1983 |

### Copas internacionales
| Título          | Equipo    | Sede                    | Año  |
| --------------- | --------- | ----------------------- | ---- |
| Copa de la UEFA | Feyenoord | Róterdam (Países Bajos) | 1974 |